# Max-Alain Chevallier
Pour les articles homonymes, voir Chevallier.
Max-Alain Chevallier, né le 7 mai 1922 à Cercoux (Charente-Maritime) et mort le 24 janvier 1990 à Strasbourg, est un pasteur français, théologien protestant, exégète du Nouveau Testament, dont les travaux sur le Saint-Esprit ont marqué une étape dans la recherche théologique. Il est professeur à la faculté de théologie protestante de Strasbourg et président de l'université des sciences humaines de cette ville en 1971-1973. 

## Biographie
Max-Alain Chevallier est né le 7 mai 1922, à Cercoux, où son père, Adrien Chevallier, est pasteur. Côté paternel, depuis le XVIe siècle, sa famille saintongeaise est rattachée à la communauté réformée. Son père meurt le 10 juin 1932 à Alès, d’une péritonite, laissant trois fils orphelins. Sa mère, Marthe Marion, est d'abord institutrice dans les environs d'Alès, puis directrice de l'Ecole Jeanne d'Albret à Paris  ; côté maternel, les familles sont protestantes, originaires de Valence et d’Annonay
À partir de 1927, il effectue ses scolarité primaire et secondaire à Alès. L’été 1939, il est bachelier (Lettres, puis maths). Il veut devenir pasteur mais entreprend d’abord des études littéraires : en 1939-40, « hypokhâgne » à Bordeaux ; en 1940-41, « khâgne » à Lyon. Il passe les certificats correspondants et est alors titulaire d’une licence de lettres. En 1941-42, il est aux chantiers de jeunesse. Il prolonge de juillet à novembre 1942, avec la responsabilité d’assistant de groupe. En 1942-43, il intègre la faculté de théologie protestante de Strasbourg, repliée à Clermont-Ferrand.
En juillet 1943, Max-Alain Chevallier est de la classe requise pour le STO, en Allemagne. Il arrive à y échapper : au moment du départ en gare de Dijon, il est envoyé à Paris pour une formation à la JOFTA (Jeunesse ouvrière française au travail en Allemagne), pour l’encadrement des jeunes. Après divers délais, il démissionne, arrive à se procurer de faux papiers et peut vivre en réfractaire au STO. Dès novembre 1943, il entre à la faculté de théologie protestante de Paris, où il passe deux ans. Il réussit en 1945 l’examen de fin d’études et soutient sa thèse de baccalauréat en théologie le 16 mars 1946. Encouragé à poursuivre vers la licence en théologie en 1945-46 il poursuit sa formation à l'université de Bâle, où il suit les cours du théologien suisse Karl Barth puis, en 1946-1947 à la faculté de théologie de Strasbourg. Il réussit les examens de licence en juin 1947. Durant l'été 1947, sachant l’allemand, il est appelé par Madeleine Barot, responsable de la Cimade, à ouvrir la baraque en bois de cette organisation à Mayence, pour renouer le dialogue avec les étudiants allemands. À son retour, à la fin de 1949, il reprend ses études à Strasbourg durant quelques mois, puis il est appelé à devenir secrétaire général de la Fédération française des associations chrétiennes d'étudiants, la « Fédé », fonction qu'il occupe de l'été 1950 jusqu’à l’été 1954.
En 1954-1955, il bénéficie d’une bourse du Conseil œcuménique des Églises au Westminster College (en) de l'université de Cambridge, où il rédige sa petite thèse, qu'il  soutient à Strasbourg et publie en 1956. Il réalise sa thèse de doctorat d'État, intitulée « Esprit de Dieu, paroles d'hommes : le rôle de l'esprit dans les ministères de la parole selon l'apôtre Paul », en 1966 à Strasbourg.

### Famille
Le 29 juillet 1952, à Paris, Max-Alain Chevallier épouse Marjolaine Cuénod Chevallier, membre du mouvement protestant Jeunes Femmes, cofondatrice du groupe Orsay en 1979, spécialiste du théologien Pierre Poiret et maître de conférences honoraire à la faculté de théologie protestante de Strasbourg. De cette union naissent quatre enfants.

### Pasteur en Algérie (1955-1963)
En septembre 1955 et jusqu’en 1961, Max-Alain Chevallier est pasteur de la paroisse d’Hussein-Dey, banlieue est d’Alger. Il est élu président de la région Algérie de l’Église réformée de France. En juillet 1962, l’indépendance de l'Algérie est proclamée. Le départ massif des Européens a pour conséquence la fermeture d’une vingtaine de paroisses. Il n’en reste que trois : Alger, Oran et Constantine. Il doit gérer tous ces changements puis, en juillet 1963, quitte l’Algérie.
Cette période fait l'objet d'un ouvrage qui rassemble des textes et documents originaux publié en 2022 à l'occasion du 60e anniversaire de l'indépendance de l'Algérie,.

### Théologien et enseignant-chercheur en Nouveau Testament (1963-1989)
Il est nommé au 1er octobre 1963, maître assistant de pédagogie religieuse à la faculté de théologie de Strasbourg, tout en travaillant à sa thèse de doctorat, qu'il soutient le 18 mars 1966. Il est alors nommé maître de conférences en Nouveau Testament, et en 1969 professeur sans chaire, puis occupant un poste récemment créé.

### Président de l’Église réformée de France (1977-1980)
Max-Alain Chevallier, est élu membre du conseil national de l’Église réformée de France en 1974. En mai 1977, il est élu président du Conseil, lors du synode national de Dourdan. Il occupe cette fonction durant trois ans, jusqu’au synode de mai 1980, tout en gardant son poste à l'université de Strasbourg. Dans le même temps, il est vice-président du Conseil de la Fédération protestante de France.
De 1980 à 89, il reprend à plein temps ses fonctions d’enseignement et de recherche, avec un temps partiel à la faculté de théologie protestante de Montpellier durant l'année 1988-1989.
Max-Alain Chevallier est chevalier des Palmes académiques (1987).
En été 1989, il prend sa retraite. Un cancer se déclare début décembre de la même année et il meurt le 24 janvier 1990.

## Responsabilités institutionnelles et éditoriales
- Dès 1965, il est membre de la Société internationale du Nouveau Testament, Studiorum Novi Testamenti Societas (SNTS).
- Après les événements de mai 1968, où la faculté de théologie est très engagée, Max-Alain Chevallier est nommé, jusqu’en 1971, président du « Conseil transitoire » de la faculté, chargé à titre provisoire d’exercer les fonctions de doyen. Il est doyen du 29 avril 1969 au 24 février 1971.

- Il est nommé pour l’année 1970, vice-président du Conseil transitoire de l’université de Strasbourg, au moment où est décidée sa partition en trois universités distinctes.
- Nommé en janvier 1971 président de l’université de sciences humaines, il prend ses fonctions en février de la même année. Il en démissionne en octobre 1973, à la suite de nouvelles et sérieuses turbulences étudiantes[10]. Il reprend ses fonctions d'enseignement et de recherche à la faculté de théologie.

- De 1974 à 1977, il est rédacteur de la Revue d'histoire et de philosophie religieuses.

- À partir de 1976, invité régulier des Colloques pauliniens organisés par les bénédictins de Saint-Paul-hors-les-Murs à Rome.

- En 1979, il est membre protestant de l’Association catholique française pour l’étude de la Bible (ACFEB)

## Publications

### Monographies
- L’Esprit et le Messie, dans le Bas-Judaïsme et le Nouveau Testament, Paris, PUF, 1958, 154 pages.
- Esprit de Dieu, paroles d’hommes. Le rôle de l’esprit dans les ministères de la parole selon l’apôtre Paul, Paris, Delachaux et Niestlé, 1966, 251 pages.
- La prédication de la Croix, Paris, Cerf, 1971, 104 pages.
- L’analyse littéraire des textes du Nouveau Testament. Conseils aux étudiants, Paris, PUF, 1977.
- Souffle de Dieu. Le Saint Esprit dans le Nouveau Testament, Paris, Beauchesne, (coll. ‘Le Point théologique’), 3 volumes :
  - Volume 1, Ancien Testament, hellénisme et judaïsme, la tradition synoptique, l’œuvre de Luc, 1978, 264 pages. Traduction en espagnol : Aliento de Dio. El Esperitu Santo en el Nuevo Testamento, Antiguo Testamento. Helenismo. Judaismo. La Tradicion sinoptica. La obra de Lucas, (Colleccion Koinônia N° 15), Salamanca, Secretariado Trinitario, 1982.
  - Volume 2, L’apôtre Paul. Les écrits johanniques. L’héritage paulinien. Réflexions finales, 1990, pp. 265 -663.
  - Volume 3, Etudes, 1991, 195 pages.
- L’Exégèse du Nouveau Testament. Initiation à la méthode, Genève, Labor et Fides, 1984, 124 pages. Seconde édition, revue et corrigée, Labor et Fides, 1986.
- Relire le Notre-Père, Paris, édité par Réforme, 1990, en feuilleton dans l’hebdomadaire ; puis réédité en volume : 124 petites pages, 4e édition 2009).

### En collaboration
- Traduction œcuménique de la Bible (TOB) Nouveau Testament, Traduction et annotation de l’évangile de Luc, avec le père mariste, Augustin Georges, 1972.
- « La discipline dans l’Église », Cahiers de Christ seul, Montbéliard, éditions mennonites, no 1, 1990. Il est indiqué sur la couverture : « par Samuel Gerber avec la collaboration du professeur Max-Alain Chevallier ».